# Baýramaly
Pour les articles homonymes, voir Bayram.
Baýramaly (anciennement Bayram-Ali, en persan : بایرام علی) est une ville du Turkménistan, située à 27 km à l'est de la capitale de la province, Mary.
La population était de 88 486 habitants en 2009, ce qui fait une grosse augmentation depuis 1989 (43 824 selon le recensement de 1989)
La ville est située dans une oasis sèche près du Murgab.

## Histoire

### Moyen Âge

#### Période mongole
Les Mongols colonisèrent la région à partir des années 1210, et finirent à la fin des années 1220. Lors du morcellement de l'Empire mongol, ce fut le Khanat de Djaghataï, un des gouvernements de l'Empire, qui prit le contrôle de la région et donc de la ville. Cependant, ces derniers ne firent pas long feu, vu que le Khanat explosa à partir des années 1330 à la suite des difficultés pour le diriger, soit environ 30 ans après la fin de l'Empire mongol uni.
Le Khanat de Transoxiane profita de l'instabilité pour occuper Baýramaly, avant de se plier à la conquête des Timourides.

#### Conquête des Timourides
Vers la fin du XIVe siècle, les Timourides, dirigés à l'époque par Tughluk Timur (en), prennent le contrôle de la région. Ces derniers perdirent le contrôle de la ville peu après la mort de Tamerlan : l'Empire Timouride croulait sous le poids des révoltes, et les incursions ouzbeks se faisaient de plus en plus sentir. si bien que ces derniers contrôlèrent la région aux alentours des années 1430-1440.

#### Domination ouzbek
Les Ouzbeks dominèrent la ville et sa région pendant près de 150 ans, avant de les céder au Khanat de Boukhara.

### Période moderne
La ville de Baýramaly se trouvait dans l'lémirat de Boukhara, avant d'être annexé par l'Empire russe à la fin du XIXe siècle, puis d'être intégré à l'Union soviétique, jusqu'à l'indépendance du Turkménistan le 26 octobre 1991.

## Climat
Baýramaly a un climat désertique avec des hivers frais et des été très chauds, Les précipitations sont généralement légères et erratiques et se produisent principalement en hiver et en automne[réf. souhaitée].
| Mois                                  | jan.       | fév.       | mars       | avril     | mai       | juin      | jui.      | août      | sep.      | oct.      | nov.       | déc.     | année      |
| ------------------------------------- | ---------- | ---------- | ---------- | --------- | --------- | --------- | --------- | --------- | --------- | --------- | ---------- | -------- | ---------- |
| Température minimale moyenne (°C)     | 0          | 1,5        | 6,4        | 12        | 17,3      | 21,6      | 23,7      | 21,1      | 15,2      | 9,3       | 4,2        | 1        | 11,1       |
| Température moyenne (°C)              | 4,3        | 6,4        | 12         | 18,5      | 24,8      | 29,7      | 31,5      | 29,3      | 23,6      | 16,7      | 10         | 5,3      | 17,7       |
| Température maximale moyenne (°C)     | 10,1       | 12,6       | 18,6       | 25,6      | 32        | 36,8      | 38,6      | 37        | 31,9      | 25,1      | 16,8       | 11,1     | 24,7       |
| Record de froid (°C) date du record   | −26,3 1896 | −24,8 1920 | −16,8 1898 | −3,6 1911 | 2,2 1896  | 7,6 1916  | 11,7 1912 | 7,4 1921  | −1,8 1908 | −8,3 1916 | −21,5 1916 | −23 1929 | −26,3 1896 |
| Record de chaleur (°C) date du record | 28 1960    | 31,8 1962  | 37,2 2018  | 40,5 1890 | 45,5 1944 | 46,3 1977 | 47,5 1944 | 45,7 1955 | 44 1996   | 41 2015   | 35,2 1987  | 29 1915  | 47,5 1944  |
| Ensoleillement (h)                    | 129,7      | 137,4      | 168,9      | 217,2     | 304,7     | 356,2     | 371,7     | 355       | 302,4     | 249       | 185,1      | 128,7    | 2 906      |
| Précipitations (mm)                   | 23         | 31         | 33         | 25        | 10        | 0,9       | 0,1       | 0,1       | 0,3       | 6         | 16         | 15       | 160        |
| Nombre de jours avec précipitations   | 6,5        | 6,1        | 7,4        | 5,6       | 3,5       | 0,7       | 0,1       | 0,1       | 0,3       | 1,9       | 3,5        | 5,9      | 41,6       |
| Humidité relative (%)                 | 73,5       | 67,3       | 57,7       | 51,6      | 40,6      | 31,7      | 30,3      | 29,4      | 34,7      | 46,1      | 63,1       | 72,8     | 49,9       |

| Diagramme climatique                                  |           |           |          |          |             |             |           |             |          |           |         |
| J                                                     | F         | M         | A        | M        | J           | J           | A         | S           | O        | N         | D       |
| 10,1023                                               | 12,61,531 | 18,66,433 | 25,61225 | 3217,310 | 36,821,60,9 | 38,623,70,1 | 3721,10,1 | 31,915,20,3 | 25,19,36 | 16,84,216 | 11,1115 |
| Moyennes : • Temp. maxi et mini °C • Précipitation mm |           |           |          |          |             |             |           |             |          |           |         |

## Économie
L'économie est basée autour des industries alimentaires et des matériaux de construction. Le gaz naturel est aussi extrait dans la région[réf. souhaitée].

## Attractions
- Près de la ville se trouvent les ruines de Merv
- À 28 kilomètres au nord se trouve le mausolée de Hudaýnazar Öwlüýä (début du XIIe siècle)[6].